# Kreisgericht Preußisch Stargard
Das Kreisgericht Preußisch Stargard war ein preußisches Kreisgericht in der damaligen Provinz Preußen mit Sitz in der Stadt Preußisch Stargard.

## Geschichte
In Preußisch Stargard bestand bis 1849 das Land- und Stadtgericht Preußisch Stargard. 1849 wurden in Preußen einheitlich Kreisgerichte geschaffen. Hierbei wurde die Patrimonialgerichtsbarkeit abgeschafft und die Patrimonialgerichte wurden aufgehoben. Es entstand das Königliche Kreisgericht Preußisch Stargard im Sprengel des Appellationsgerichts Marienwerder. Es war für den Kreis Berent, den Kreis Preußisch Stargard und einen Teil des Kreises Carthaus zuständig.
Das Kreisgericht war auch Schwurgericht. Am Gericht waren 1870 ein Direktor und 14 Kreisrichter eingesetzt. 1870 betrug die Zahl der Gerichtseingesessenen 112.852. Eine Gerichtsdeputation mit vier Richtern wurde in Berent, je eine Gerichtskommissionen in Dirschau und Schöneck eingerichtet. Gerichtstage wurden in Ofen und Skurz gehalten.
Im Rahmen der Reichsjustizgesetze wurde das Gerichtswesen in Deutschland 1879 vereinheitlicht. Damit wurde das Kreisgericht Preußisch Stargard aufgehoben und das königlich preußische Amtsgericht Preußisch Stargard mit Wirkung zum 1. Oktober 1879 als eines von neun Amtsgerichten im Bezirk des Landgerichtes Danzig als Nachfolger gebildet. Auch die Gerichtsdeputation/-kommissionen wurden in Amtsgerichte umgewandelt (Amtsgericht Berent, Amtsgericht Dirschau und Amtsgericht Schöneck).